# عمليات التطهير التركية (2016–الآن)
عمليات التطهير التركية 2016–17 هي سلسلة مستمرة من التطهير من جانب الحكومة التركية ردًا على الانقلاب الفاشل الذي وقع في 15 يوليو 2016. بعد القبض الفوري على الأفراد العسكريين المتهمين بالقيام بمحاولة الانقلاب، جرى توسيع نطاق الاعتقالات لتشمل عناصر أخرى من الخدمة العسكرية التركية، فضلاً عن مختلف موظفي الخدمة المدنية والشركات الخاصة. هذه الإجراءات اللاحقة، التي تعكس صراعًا على السلطة بين النخبة السياسة العلمانية والإسلامية في تركيا، التي بدأت تعرف باسم التطهير، أضرت بالأشخاض الذين لم يكونوا نشطين في الانقلاب أو على علم به، ولكن يزعم أنهم مرتبطون بحركة غولنن وهي مجموعة تتهمها الحكومة بالانقلاب.
تم تطهير عشرات آلاف من الموظفين العموميين والجنود في الأسبوع الأول الذي أعقب الانقلاب. فعلى سبيل المثال، في 16 يوليو 2016، وبعد يوم واحد فقط من إحباط الانقلاب، فصل 2,745 قاضيًا واحتجزوا. وأعقب ذلك فصل أو احتجاز أو إيقاف أكثر من 100,000 مسؤول، وهو رقم زاد إلى ما يزيد على 110,000 بحلول أوائل نوفمبر 2016، وأكثر من 125,000 بعد المرسوم الصادر في 22 نوفمبر، ووصل إلى 135,000 على الأقل بمراسيم 7 يناير 2017 وحوالي 160,000 بعد توقيفات واعتقالات 29 أبريل.
منذ مطلع سبتمبر، سمحت حالة الطوارئ التي أعقبت الانقلاب بانقلاب ضد الجماعات الكردية، لا سيما بفصل حوالي 12,000 مدرس كردي و24 عمدة منتخبين لصلات مزعومة بإرهاب حزب العمال الكردستاني.